# Tele (vattendrag i Kongo-Kinshasa)
Tele är en flod i Kongo-Kinshasa, ett biflöde till Itimbiri. Den rinner genom provinserna Tshopo och Bas-Uele, i den norra delen av landet, 1 200 km nordost om huvudstaden Kinshasa. En stor del av floden ingår i gränsen mellan provinserna.